# Marcin Burkhardt
Marcin Burkhardt, född 25 september 1983 i Elbląg, Polen, är en polsk fotbollsspelare som spelar för Pogoń Siedlce. Han har spelat 10 A-landskamper för Polen, och har gjort ett mål.

## Meriter
- Polsk mästare: 2005–06
- Polska cupen: 2007–08, 2009–10
- Polska super cupen: 2010